# Rhytidodus tuvensis
Rhytidodus tuvensis är en insektsart som beskrevs av Vilbaste 1980. Rhytidodus tuvensis ingår i släktet Rhytidodus och familjen dvärgstritar. Inga underarter finns listade i Catalogue of Life.